# جریان ثانویه
در مکانیک سیالات جریان ثانویه جریان نسبتاً جزئی است که بر جریان اولیه قرار می گیرد، وقتی جریان اولیه با الگوهای جریانی که با تکنیک‌های ساده تحلیلی سیال غیرلزج قابل پیش‌بینی است با دقت کافی هم‌خوانی دارد.